# Noël-Joseph Madier de Montjau
Pour l’article homonyme, voir Madier de Montjau.
Noël-Joseph Madier de Montjau est un homme politique français né le 16 mars 1755 à Bourg-Saint-Andéol (Ardèche) et mort le 21 juin 1830 à Pierrelatte (Drôme).

## Biographie
Avocat, il est maire de Bourg-Saint-Andéol. Député aux États du Vivarais en 1788, il est élu député aux États-Généraux de 1789 pour la sénéchaussée de Villeneuve-de-Berg. Il siège à droite et se montre attaché à l'Ancien régime. Obligé de se cacher sous la Terreur, il est élu député de l'Ardèche au Conseil des Cinq-Cents le 25 vendémiaire an IV, et se montre un membre actif du parti de Clichy. Il est déchu de son mandat et inscrit sur les listes de proscription après le coup d’État du 18 fructidor an V et se réfugie à Barcelone. En 1815, il est nommé conseiller à la Cour royale de Lyon. Il est le père de Joseph-Paulin Madier de Montjau.

## Sources
- « Noël-Joseph Madier de Montjau », dans Adolphe Robert et Gaston Cougny, Dictionnaire des parlementaires français, Edgar Bourloton, 1889-1891 [détail de l’édition]